# グリスフィヨルド

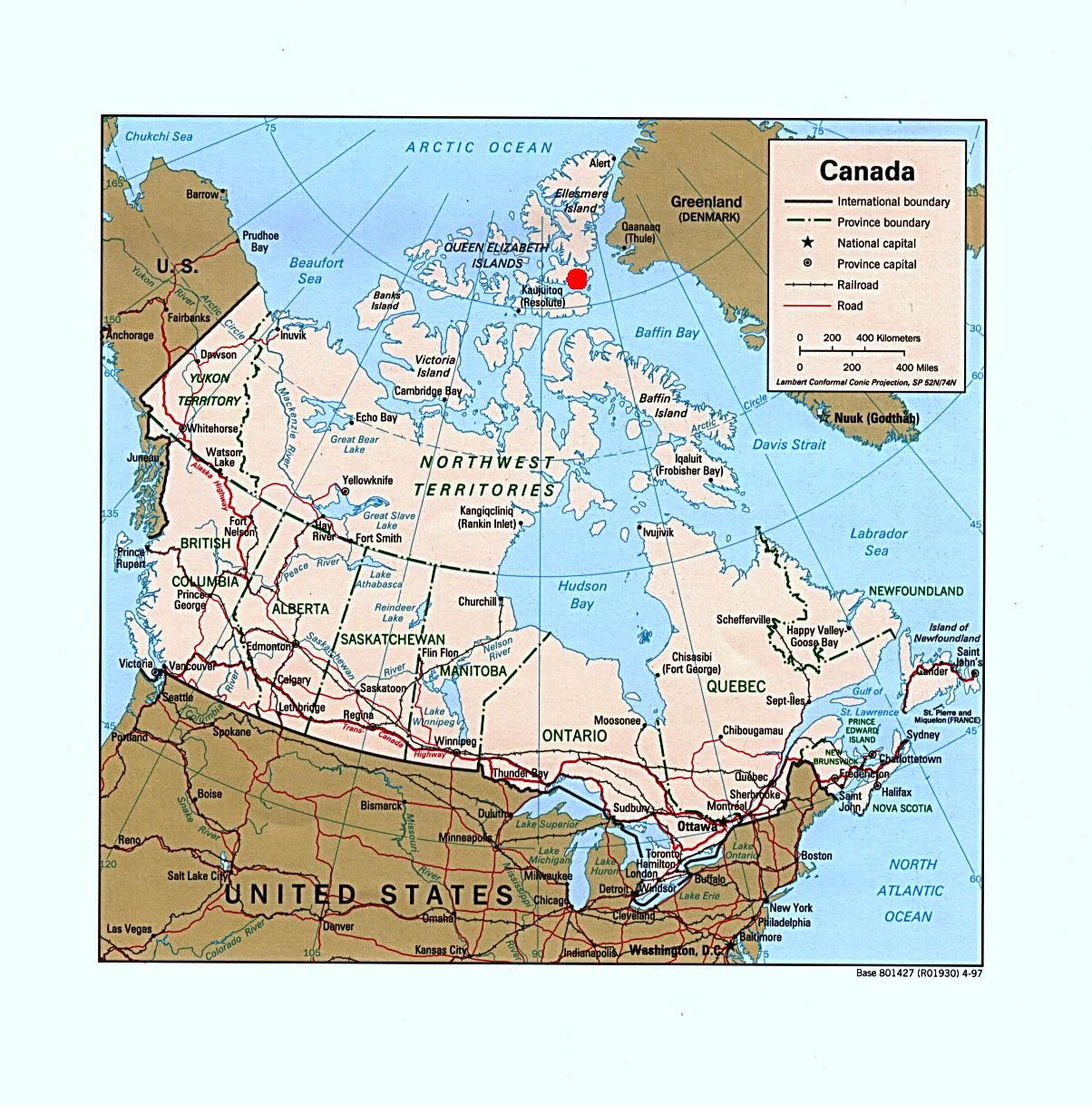
地図の赤点の場所に当たる

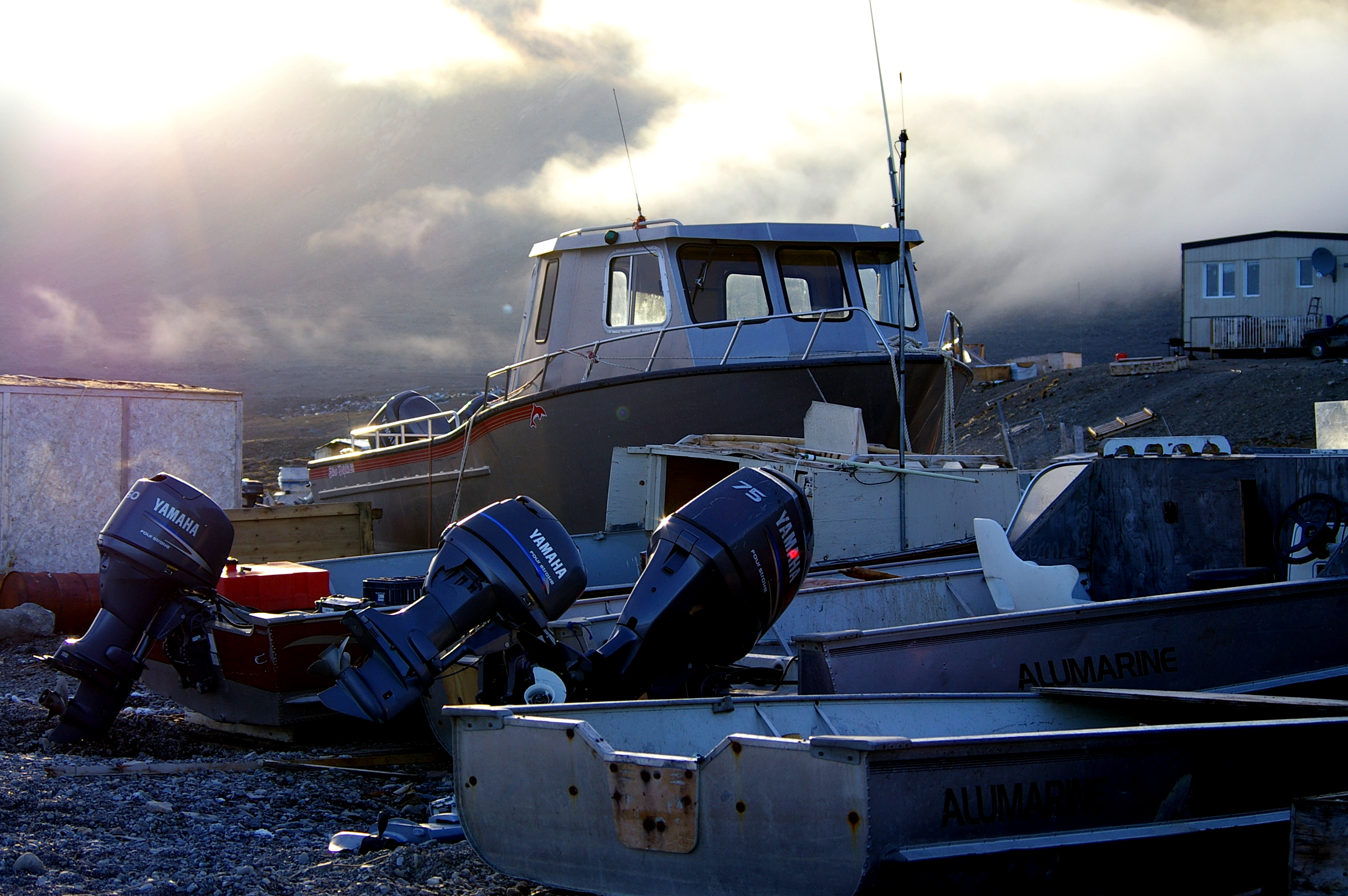
グリスフィヨルドの港

グリスフィヨルド（グリーズフィヨルドとも 英：Grise Fiord）は、カナダのエルズミーア島南部、ヌナブト準州クィキクタアルク地域にある村。ここより北にあるアラートやユーリカはいずれも観測所や軍事基地等によるものなので、実質的にカナダ、及び北アメリカで最も北にある民間人のコミュニティーである。人口は144人（2021年）で、住民の殆どはイヌイットである。イヌイット語名はアウユイトゥック(Aujuittuq)で、「決して溶けない場所」を意味する。英語名のグリスフィヨルドはノルウェー語で「ブタのフィヨルド」の意だが、これは19世紀の末から20世紀の初頭にかけてエルズミーア島の南部と東海岸を探検し地図を作製したノルウェーの探検家であるO・スヴェルドルップ(Otto Neumann Sverdrup)が、この地に数多く生息していたセイウチによってたてられる音をブタの鳴き声になぞらえて名付けたという。

## 歴史
グリスフィヨルドの街としての歴史は浅く、1953年にカナダ連邦政府が北極圏支配の強化のために ケベック州のイヌクジュアク(Inukjuak)からイヌイット8家族が入植したのが始まりである（ただし、このときの集落は現在の位置から少し離れた場所にあった）。1956年になると、それまでクレーグハーバー（グリスフィヨルドより約55km西方）に置かれていた王立カナダ騎馬警察(RCMP)の駐在所が移転してきた。そして1960年代初頭に現在地に学校や住宅が建設されると、住民も以前の居住地から移ってきて、今日のコミュニティーが形成された。その後、1970年にはベル・カナダが世界最北の電話局を設置した（運営は1992年に傘下のノースウェステルに移管）。

## 地理
グリスフィヨルドは北緯76度25分03秒 西経82度53分38秒 / 北緯76.41750度 西経82.89389度に位置している。北極線より約1160km北、北極点まで約1500kmの地点である。気温が摂氏0度以下の日が1年のうちで8か月以上あり、年間降雨量も250mmに満たない。過去に記録された最低気温はマイナス62.2℃。ケッペンの気候区分ではET（ツンドラ気候）に属する。樹木は育たず、露天での農耕は不可能である。
グリスフィヨルドの総面積は332.90km²、人口密度は0.4人/km²である。なお、市街地は海岸線に沿って東西に細長く広がっている。また、住民の従事する職業は公務員(連邦・準州・集落)やcoopの職員などが殆どを占めている。

## 主な公共施設
- グリスフィヨルドハムレットオフィス - 集落行政サービスセンター
- 王立カナダ騎馬警察(RCMP)駐在所
- 消防署
- 郵便局 - COOP内に併設
- グリスフィヨルドイヌイット生活協同組合(COOP) - 宿泊施設・グロサリーを運営するほか、前述の郵便局業務の受託、ケーブルテレビの運営、ケン・ボーレックエアーの代理店業務、スノーモービルのレンタル等も取り扱っている。
- 学校(Ummimak School)-幼稚園から日本の高等学校卒業に相当する12年生までの教育を行っている(K-12)。授業は主に英語で行われるがイヌクティトゥット語の授業やイヌイットの伝統文化に関する教育も行われている（Ummimakはジャコウウシの意）。
- ヌナブト北極カレッジ(Nunavut Arctic College) グリスフィヨルドコミュニティーラーニングセンター - 現在休校中
- 診療所 <歯科治療設備も設置
- レクリエーションホール
- 聖ペテロ教会 - カナダ聖公会ポンドインレット聖テモテ教会管轄の巡回教会
- グリスフィヨルド空港

## 交通
グリスフィヨルドはカナダでも最も北に位置する離島のエルズミーア島に位置するため、アクセス方法はほぼ航空機に限られる。ヌナブト準州の運営する、小さな旅客ターミナルと延長が594mで未舗装の滑走路を持つグリスフィヨルド空港（Grise Fiord Airport、IATA空港コード：YGZ・ICAO空港コードCYGZ）が玄関口となっており、ケン・ボーレック・エアがレゾリュートとの間をツイン・オッターで週に2便運航しているが、乗客よりも物資輸送の比重が高い。